# یولیوش اوستروا
یولیوش اوستِـروا (لهستانی: Juliusz Osterwa؛ ‏ ۲۳ ژوئن ۱۸۸۵ – ۱۰ مهٔ ۱۹۴۷) نظریه‌پرداز، کارگردان نمایش و بازیگر نامدار اهل لهستان بود که در دوره میان‌دوجنگ فعالیت داشت. او بنیانگذار «تئاتر ردوتا» نخستین گروه تئاتر تجربی در ورشو پس از برقراری جمهوری دوم لهستان در پایانِ جنگ جهانی اول بود. او کار کارگردانی تئاتر در ورشو را با اجرای نمایش‌نامه‌هایی از نمایشنامه‌نویسان نامدار لهستان یولیوش سواتسکی، استانیسواف ویسپیانسکی و استفان ژرومسکی آغاز کرد.
یولیوش اوستروا حرفهٔ بازیگری‌اش را در سن ۱۹ سالگی و در دوران تجزیه لهستان زیر نظر استفان یاراچ در کراکوف آغاز کرده بود. او با گروه هنرمندان «تئاتر ردوتا» در سرتاسر خاک لهستان به سفر پرداخت و در یک یازهٔ زمانی ۹۰۰ روزه، بیش از ۱٬۵۰۰ در ۱۷۳ شهر لهستان به روی صحنه رفت. در دوران تهاجم آلمان به لهستان و اشعال خاک لهستان توسط نیروهای اتحاد جماهیر شوروی سوسیالیستی، او به شکل زیرزمینی و مخفی به کار آموزش تئاتر و بازیگری ادامه داد. آخرین اجرای هنری او در سال ۱۹۴۶ رقم خورد و یک سال بعد به سبب بیماری درگذشت.